# ستيفن ديفيس
ستيفن ديفيز (بالإنجليزية: Steven Davis) ، من مواليد 1 يناير 1985 في باليمينا في إيرلندا الشمالية ، لاعب كرة قدم إيرلندي شمالي.
بدأ مسيرته الكروية مع نادي أستون فيلا الإنجليزي في عام 2003.
و قد بدأ باللعب مع منتخب إيرلندا الشمالية لكرة القدم في عام 2005.

## مسيرته الكروية
لعب ستيفن ديفيس خلال مسيرته الاحترافية مع 4 أندية في تسعة عشر موسمًا وسجل خلالها 35 هدفًا ضمن 496 مباراة. حيث فاز في موسمين بالكأس وفي ثلاثة مواسم بالدوري.
خاض ستيفن ديفيس مسيرته مع نادي أستون فيلا في موسم 2003–04 ليلعب معه أربعة مواسم، مشاركًا في 91 مباراة سجل خلالها 5 أهداف. ثم انتقل إلى نادي رينجرز في موسم 2007–08 في المرة الأولى ليلعب معه خمسة مواسم ثم في موسم 2018–19 ولمدة موسمين، حيث شارك طوالها في 190 مباراة سجل خلالها 18 هدفًا. لينتقل بعدها إلى نادي ساوثهامبتون في موسم 2012–13 ليلعب معه سبعة مواسم، مشاركًا في 193 مباراة سجل خلالها 12 هدفًا.

## روابط خارجية
- ستيفن ديفيس على موقع الاتحاد الدولي (مؤرشف)  (الإنجليزية)
- ستيفن ديفيس على موقع الاتحاد الأوربي (الإنجليزية)
- ستيفن ديفيس على موقع قاعدة بيانات كرة القدم.إي يو (الإنجليزية)
- ستيفن ديفيس على موقع ليكيب (الفرنسية)
- ستيفن ديفيس على موقع ناشيونال فوتبول تيمز (الإنجليزية)
- ستيفن ديفيس على موقع Soccerbase.com (لاعب) (الإنجليزية)
- ستيفن ديفيس على موقع Soccerway.com (الإنجليزية)
- ستيفن ديفيس على موقع عالم كرة القدم.نت (الإنجليزية)
- ستيفن ديفيس على موقع كووورة
- ستيفن ديفيس على موقع AS.com (الإسبانية)